# Stenogale
Stenogale — вимерлий рід хижих тварин, скам'янілості якого знайдені у Франції, Німеччині та Швейцарії.

## Морфологія

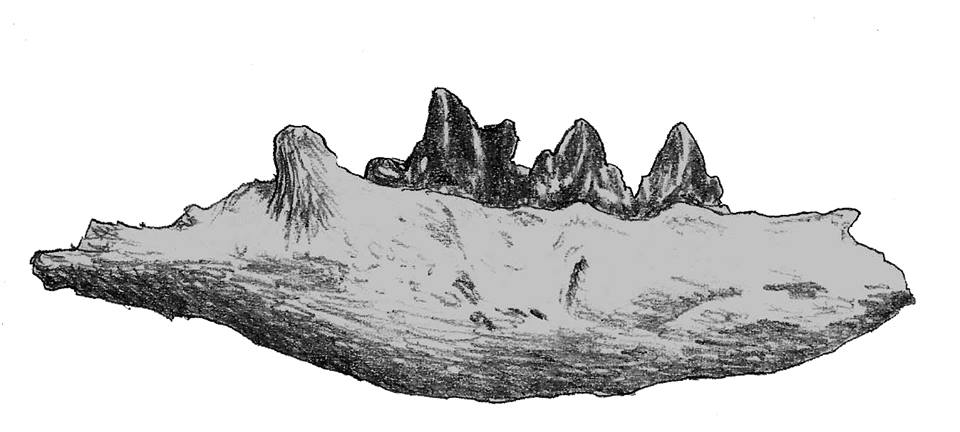
Stenogale intermedia

Наявність додаткових горбків на премолярах та інших ознаках зубів присутня у Stenogale, характеристика, яка є спільною для Barbourofelidae і Felidae.

## Таксономія
Його розміщення в Feliformia зазнало перегляду з моменту його відкриття; його було віднесено до Mustelinae, Mustelidae та Aeluroidea до його останнього призначення до Feloidea.